# Comté de Madison (Iowa)
Pour les articles homonymes, voir Comté de Madison.
Le comté de Madison est un comté de l'État de l'Iowa, aux États-Unis.
Il est connu pour ses ponts couverts et pour avoir vu naître John Wayne.
Il a été rendu célèbre par le livre et le film Sur la route de Madison.